# Torpfjärden, Jomala
Torpfjärden är en fjärd i Jomala på Åland. Den kallas i folkmun ibland för Svansjön. Torpfjärden är en grund havsvik med vassbevuxna stränder och tidigare betade stränder i söder.
Torpfjärden är förbunden till havet genom Bursfärden i söder. Torpfjärden gränsar i nordväst till Mariehamns flygplats i Torp by, i sydost till Möckelö och i väster ligger udden och naturreservatet Ramsholmen som saknar strand till Torpfjärden då landskapsväg 1 går längs Ramsholmens östra sida.
Vid Torpfjärdens södra strand i Möckelö finns ett 9 meter högt fågeltorn byggt av Ålands Fågelskyddsförening.